# Зигизмунд фон Верд
Зигизмунд фон Верд (на немски: Sigismund von Werd; * ок. 1275; † сл. 10 май 1308) от род фон Верд е граф на Верд в Сааргау, ландграф на Долен Елзас и господар на Ерщайн в Гранд Ест.
Той е единствен син на Йохан фон Верд († сл. 11 февруари 1308), ландграф в Елзас, и съпругата му Агнес фон Лихтенберг († сл. 1278), дъщеря на Хайнрих II фон Лихтенберг († 1269) и Аделхайд фон Еберщайн († 1291).
Графството Верд се намира в Елзас южно от Страсбург. Дворецът Верд се намира в Матценхайм в Гранд Ест. Фамилията фон Верд има още от 1200 г. титлата ландграф в Елзас. Зигизмунд фон Верд е погребан във францисканската църква Зелигщат.

## Фамилия
Зигизмунд фон Верд се жени пр. 1300 г. за Аделхайд/Алайдис фон Бламонт/Бланкенберг († сл. 1347), вероятно дъщеря на Хайнрих I фон Бламон († 1331) и графиня Кунигунда фон Лайнинген († 1311), дъщеря на граф Емих IV фон Лайнинген († 1281). Те имат една дъщеря:
- Агнес фон Верде († 12 юни 1352/сл. 1354), омъжена пр. 25 юли 1328 г. за граф Йохан I фон Хабсбург-Лауфенбург (* 1297; † 21 септември 1337, убит в битка до Гринау, Цюрихско езеро), ландграф в Клетгау

Вдовицата му Аделхайд фон Бламонт/Бланкенберг става монахиня в Страсбург.